# Liste der Bodendenkmäler in Julbach (Inntal)
Auf dieser Seite sind die Bodendenkmäler in der niederbayerischen Gemeinde Julbach zusammengestellt. Diese Tabelle ist eine Teilliste der Liste der Bodendenkmäler in Bayern. Grundlage ist die Bayerische Denkmalliste, die auf Basis des Bayerischen Denkmalschutzgesetzes vom 1. Oktober 1973 erstmals erstellt wurde und seither durch das Bayerische Landesamt für Denkmalpflege geführt wird. Die folgenden Angaben ersetzen nicht die rechtsverbindliche Auskunft der Denkmalschutzbehörde.

## Bodendenkmäler in Julbach
| Lage                      | Objekt | Akten-Nr.     | Bild           |
| ------------------------- | --- | ------------- | -------------- |
| (Standort)                | Burgstall des hohen und späten Mittelalters.                                                                                              | D-2-7743-0001 |                |
| (Standort)                | Siedlung vor- und frühgeschichtlicher Zeitstellung.                                                                                       | D-2-7743-0018 |                |
| Kirchenplatz 2 (Standort) | Untertägige mittelalterliche und frühneuzeitliche Befunde und Funde im Bereich der katholischen Pfarrkirche St. Bartholomäus von Julbach. | D-2-7743-0054 | weitere Bilder |
| (Standort)                | Teilstücke der römischen Inntalstraße mit begleitenden Materialentnahmegruben.                                                            | D-2-7743-0059 |                |
| (Standort)                | Untertägige frühneuzeitliche Befunde und Funde im Bereich des abgegangenen Pflegschlosses von Julbach.                                    | D-2-7743-0060 |                |
| (Standort)                | Siedlung vor- und frühgeschichtlicher Zeitstellung.                                                                                       | D-2-7743-0065 |                |